# Festival de Ópera do Paraná
O Festival de Ópera do Paraná é um festival de música lírica realizado anualmente em diversas cidades do estado. Com produções operísticas focadas na ópera nacional, além das peças tradicionais do repertório, tornou-se referência por democratizar a ópera, levando-a para locais pobres e inusitados.
Foi idealizado e fundado por Gehad Hajar, com apoio do Centro Cultural Teatro Guaíra, em 2015, com a primeira edição apresentando quatro óperas, sendo duas paranaenses: Marumby de Nicolau dos Santos e Sidéria de Augusto Stresser. A segunda edição contou com 11 montagens de ópera, com uma equipe de 328 profissionais de 6 países, que cresceu para uma equipe de 619 profissionais e 30 récitas no III Festival de Ópera, em 2017. Nas cinco últimas edições foram mais de 130 mil pessoas a assistirem 89 eventos, em teatros, ruas, praças, feiras, mercados, escolas públicas, tribo indígena, terminais e ônibus.
Para dar suporte às produções junto ao Festival foram criados o Coro Lírico de Curitiba e a Companhia Paranaense de Ópera. Já considerado o maior evento lírico do Brasil, o Festival de Ópera prima pelas obras em língua portuguesa, pela acessibilidade e acesso do público não habitual ao gênero. Várias de suas edições possuíram eventos com audiodescrição e tradução para LIBRAS.

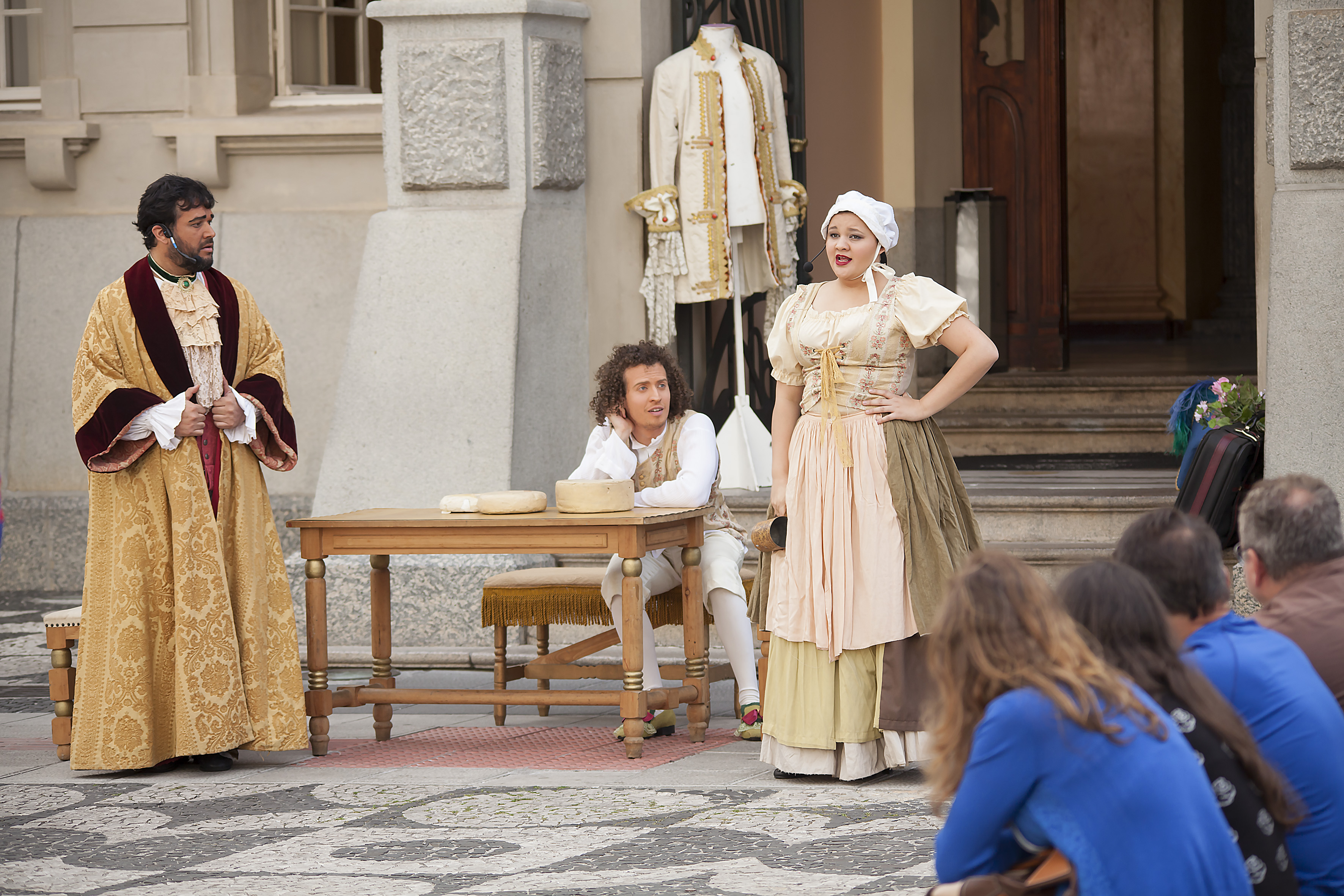
Apresentação no III Festival de Ópera do Paraná.

Com toda programação gratuita e, deste a primeira edição, a produzir estreias mundiais de óperas e operetas brasileiras, em especial “Papílio Innocentia" de Léo Kessler; "Festa de São João" inédita e mais antiga opereta de Chiquinha Gonzaga; "Marília de Dirceu" e "Sóror Mariana" de Júlio Reis.
Este Festival foi o responsável pela volta das óperas ao Paraná e das grandes óperas ao palco do Guairão, após 8 anos de silêncio, com Cavalleria Rusticana (2017) e dos concertos sinfônicos com voz, após 6 anos de hiato, com a Missa da Coroação (2018). Já na segunda edição, em 2016, foi interiorizado chegando às cidades de Ponta Grossa, Foz do Iguaçu, Cascavel, Rio Negro, Lapa, Antonina e Terra Roxa.
Como suporte educacional, bienalmente é realizado na programação do FOP o Simpósio Brasileiro de Canto, aberto aos profissionais da área musical e aos interessados.